# 일라이어스 (프로레슬링 선수)
일라이어스 샘슨(Elias Samson)은 일명 WWE 링네임이 일라이어스(Elias)라고 부른다. 본명은 제프리 로건 싸울로(Jeffrey Logan Sciullo)라고 한다. 미국의 남자 프로레슬링선수다. 그는 1988년 2월 14일이다. 2008년 프로레슬링 입문으로 피니쉬는 다이빙 엘보우 드롭, 드리프트 어웨이(스피닝 피셔맨 수플렉스), 롤링 커터, 스냅 리버스 넥브레이커, 기타 샷으로 사용을 하는데 반칙 피니쉬로 사용한다. 이것은 제프 제럿을 모방한 피니쉬다. 마지막은 헤일로 밤(싯아웃 일렉트릭 체어 파워밤)로 사용을 한다. 최근에는 스윙 버티컬 수플렉스로 사용을 한다. 시그니처 기술은 워크 위드 일라이어스(암 트위스트 로프워크 찹)라는 사용을 하는데 주로 이 언더테이커의 모방 시그니처 기술이다. 키는 184cm(6 ft 0 in)에다가 몸무게는 103kg(227 lb)으로 나간다. 그는 처음 인디단체에서 링네임이 로건 술로(Logan Shulo)라는 사용을 한적도 있었다. 지금은 2022년 4월 초에서 WWE 링네임 이지키엘(Ezekiel)이라는 사용을 하고 있다.

## Professional wrestling highlights
- Finishing moves
  - As Elias Samson/Elias
    - Diving elbow drop - 2015
    - Drift Away (Spinning fisherman suplex) - 2017-2022
    - Guitar shot
    - Rolling cutter - 2016-2017
    - Snap reverse neckbreaker - 2016

  - As Ezekiel
    - Swinging vertical suplex - 2022-present

  - Logan Shulo
    - Halo Bomb (Sitout electric chair powerbomb)
- Signature moves
  - Body slam
  - Diving double foot stomp
  - Jumping high knee
  - Lifting boston crab
  - Lifting back body drop
  - Running big boot
  - Shoulderbreaker
  - Sitout double leg slam
  - Sitout powerbomb
  - Walk with Elias (Arm twist ropewalk chop)
- Nicknames
  - "The Drifter"
  - "The Sinister Songsmith"
- Entrance themes
  - "Darkside of the Road" by Ol 'Style Skratch (WWE NXT; 2015)
  - "Drift" by CFO$ (WWE NXT/WWE; 2015-2019)
  - "Drift V2" by CFO$ (WWE; 2019-2020)
  - "Amen (I'm Going In)" by Elias (WWE; 2020-2021)
  - "Cross the Lines" by Def Rebel (WWE; 2021-2022)
  - "Ring of Fire" by Def Rebel (2022-present)

## 수상
- IWC 월드 슈퍼 인디웨이트 챔피언 (1회)
- IWC 월드 헤비웨이트 챔피언 (1회)
- PWI 랭크드 힘 #69 오브 더 탑 500 싱글즈 레슬러 인 더 PWI 500 인 2018
- WWE 월드 24/7웨이트 챔피언 (4회)
- WWE 이열 엔드 어워어드 포어 브레이카우트 슈퍼스타 오브 더 이열 (2018)